# Логвиненко Юрій Анатолійович
Юрій Анатолійович Логвиненко (каз. Юрий Логвиненко, нар. 22 липня 1988, Актюбинськ) — казахський футболіст, півзахисник російського клубу «Ротор» та національної збірної Казахстану.

## Клубна кар'єра
У дорослому футболі дебютував 2006 року виступами за команду клубу «Актобе», кольори якої захищає й донині.

## Виступи за збірну
У 2008 році дебютував в офіційних матчах у складі національної збірної Казахстану. Наразі провів у формі головної команди країни 24 матчі, забивши 1 гол.

### Досягнення
- Чемпіон Казахстану (8):

«Актобе»: 2007, 2008, 2009, 2013
«Астана»: 2016, 2017, 2018, 2019
- Володар Суперкубка Казахстану (6):

«Актобе»: 2008, 2010, 2014
«Астана»: 2018, 2019, 2020
- Володар Кубка Казахстану (2):

«Актобе»: 2008
«Астана»: 2016